# Will Solomon
William James «Will» Solomon (Hartford, Connecticut, 20 de julio de 1978) es un exjugador de baloncesto estadounidense que jugó en la NBA y en diferentes ligas europeas. Con 1,88 metros de altura, jugaba en la posición de base.

## Trayectoria deportiva

### High School y Universidad
Solomon asistió al Instituto East Hartford de Connecticut antes de ir a la Universidad de Clemson, donde estuvo tres años. Sus promedios en las tres temporadas fueron de 15.2 puntos por partido, jugando a su mejor nivel en su año sophomore (segundo), en el que firmó 20.9 puntos (líder de su conferencia), 4.1 rebotes y 3.2 asistencias en 36 minutos de juego. Tras su año júnior en Clemson, Solomon se declaró elegible para el Draft de la NBA de 2001. 
Solomon finalizó su carrera en Clemson como segundo en la historia de la universidad en triples anotados con 214 y además formó parte del mejor quinteto de la Atlantic Coast Conference en su año sophomore y en el segundo quinteto en su año júnior.

### NBA: Un año en los Grizzlies
Solomon fue elegido en la 33.ª posición en el Draft de 2001 por Vancouver Grizzlies, que más tarde trasladarían la franquicia a Memphis, Tennessee. El primer contacto del jugador con la NBA no fue muy exitoso, disputando tan solo una temporada en los Grizzlies. Sus números fueron discretos, promediando 5.2 puntos, 1.1 rebotes, 1.5 asistencias y 14.2 minutos de juego en los 62 partidos que jugó, 4 de ellos como titular. En su estancia en Memphis vistió el dorsal 1.

### Europa
Tras la dejar la NBA fichó por el Aris Salónica BC de Grecia, donde ganó la Eurocopa de la FIBA de 2003, su primer título europeo. Al año siguiente se marchó a Israel para jugar en el Hapoel Jerusalem, con quien ganó otro título, la Copa ULEB, y a final de temporada firmó con el Efes Pilsen S.K. turco. Allí disputó por primera vez la Euroliga y ganó su primera liga, además de ser nombrado All-Star en 2005. 
Su gran temporada en el Efes Pilsen le valió el fichaje por el Maccabi Tel Aviv, campeones de la Euroliga en las dos ediciones pasadas y que con Solomon en plantilla llegaron finalizaron subcampeones. Tras un año en Tel Aviv, donde ganó la liga y la copa, regresó a Turquía, esta vez a las filas del Fenerbahçe Ülker. Antes de regresar a la NBA en 2008 ganó otras dos ligas turcas.

### Regreso a la NBA
El 28 de julio de 2008 fichó por Toronto Raptors, 6 años después de dejar los Grizzlies. Solomon ya disputó las Ligas de Verano de Las Vegas con Washington Wizards en el verano de 2006.
El 19 de febrero de 2009 fue traspasado a Sacramento Kings en un traspaso a tres bandas que enviaba a Patrick O'Bryant a Toronto Raptors.

### Vuelta a Europa
Pasó por Israel, Francia hasta finalizar en Marruecos.

## Estadísticas de su carrera en la NBA

### Temporada regular
| Año     | Equipo     | PJ  | PT | MPP  | %TC  | %3P  | %TL  | RPP | APP | ROB | TPP | PPP |
| ------- | ---------- | --- | -- | ---- | ---- | ---- | ---- | --- | --- | --- | --- | --- |
| 2001-02 | Memphis    | 62  | 4  | 14.1 | .341 | .284 | .671 | 1.1 | 1.5 | .6  | .1  | 5.2 |
| 2008-09 | Toronto    | 39  | 9  | 13.9 | .436 | .263 | .833 | 1.1 | 3.2 | .5  | .1  | 4.9 |
| 2008-09 | Sacramento | 14  | 0  | 12.0 | .406 | .448 | .500 | 1.5 | .7  | .5  | .0  | 5.0 |
| Total   | Total      | 115 | 13 | 13.8 | .378 | .298 | .692 | 1.1 | 2.0 | .5  | .1  | 5.1 |